# Carach Angren
Carach Angren is een Nederlandse symfonische blackmetalband. De band werd in 2003 opgericht in Landgraaf. De muziek van de band wordt hoofdzakelijk gekenmerkt door orkestrale arrangementen in combinatie met elementen uit de blackmetal. De songteksten van de band gaan veelal over spookverhalen en folkloristische thema's.

## Bandnaam
De bandnaam Carach Angren komt uit J.R.R. Tolkiens fantasy-werk In de ban van de ring. Het betekent "IJzeren Kaken" in het Sindarijns.

## Bezetting

### Huidige bandleden
- Dennis "Seregor" Droomers – vocalen
- Clemens "Ardek" Wijers – keyboards

### Voormalige bandleden
- Ivo "Namtar" Wijers – drumstel

## Discografie

### Studioalbums
- Lammendam (2008)
- Death Came Through a Phantom Ship (2010)
- Where the Corpses Sink Forever (2012)
- This Is No Fairytale (2015)
- Dance and Laugh Amongst the Rotten (2017)
- Franckensteina Strataemontanus (2020)

### Ep's
- Ethereal Veiled Existence (2005)

### Demo albums
- The Chase Vault Tragedy (2004)